# SA Tennis Open 2011
Il SA Tennis Open 2011 è stato un torneo di tennis che si è disputato sul cemento nella categoria ATP World Tour 250 series nell'ambito dell'ATP World Tour 2011. È stata la 20ª edizione del SA Tennis Open. Si è giocato a Johannesburg in Sudafrica dal 31 gennaio al 6 febbraio 2011.

## Partecipanti

### Teste di serie
| Nazionalità   | Atleta            | Ranking* | Testa di serie |
| ------------- | ----------------- | -------- | -------------- |
| Spagna        | Feliciano López   | 31       | 1              |
| Taipei cinese | Lu Yen-hsun       | 37       | 2              |
| Serbia        | Janko Tipsarević  | 49       | 3              |
| Sudafrica     | Kevin Anderson    | 56       | 4              |
| Francia       | Florent Serra     | 69       | 5              |
| Francia       | Adrian Mannarino  | 74       | 6              |
| Germania      | Rainer Schüttler  | 83       | 7              |
| Polonia       | Michał Przysiężny | 84       | 8              |

- Ranking al 17 gennaio 2011.

### Altri partecipanti
Giocatori che hanno ricevuto la wild card nel tabellone principale:
- Fritz Wolmarans
- Rik De Voset
- Izak van der Merwe

Giocatori passati dalle qualificazioni:

- Nikala Scholts
- Stefano Galvani
- Raven Klaasen
- Milos Raonic

## Campioni

### Singolare
Kevin Anderson ha battuto in finale  Somdev Devvarman con il punteggio di 4–6, 6–3, 6–2
- È il 1º titolo in carriera per Anderson.

### Doppio
James Cerretani /  Adil Shamasdin hanno battuto in finale  Scott Lipsky /  Rajeev Ram con il punteggio di 6–3, 3–6, [10–7]